# Физически слой на OSI модела
Физическият слой е най-долният (първи) слой на OSI модела. Той предава информацията като поток от битове, характеризиращ се с вид кодиране, честота, синхронизация, стандартен интерфейс и механизъм за старт-стоп на предаването. Физическото формиране и логическото кодиране на всяка поредица битове се извършва според вида на комуникационния канал между два (point-to point) или повече (multipoint) възела. Обикновено става дума за сериен комуникационен канал поради по-добрата скорост и други предимства на серийните канали в сравнение с паралелните
Гледано от горе надолу, това ниво приема кадри от данни (последователност от пакети) от каналния слой и предава тяхната структура и съдържание бит по бит. Гледано от долу нагоре, то приема входящите потоци данни, отново бит по бит. След това те се подават към каналния слой за преобразуване в кадри. Това ниво вижда само 0 и 1. Няма механизъм, чрез който на това ниво да се интерпретират битовете, тъй като тук са от значение само физическите характеристики на избраната технология за сигнализация и преносна среда. Това включва например напрежението на електрическия поток, използван за транспортиране на сигнала, импедансните характеристики и дори физическата форма на конектора, използван за съгласуване.